# バクソ

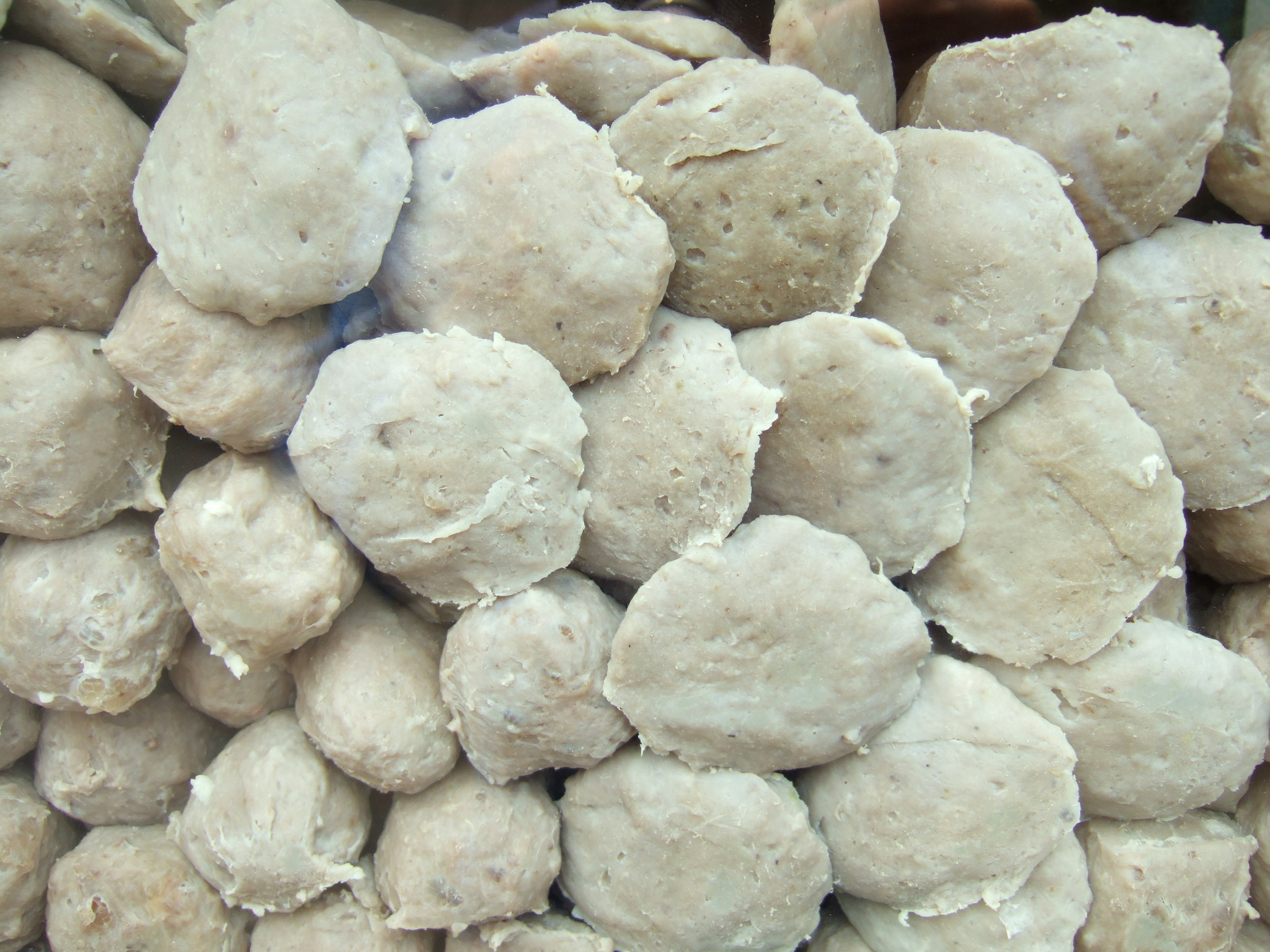
バクソ

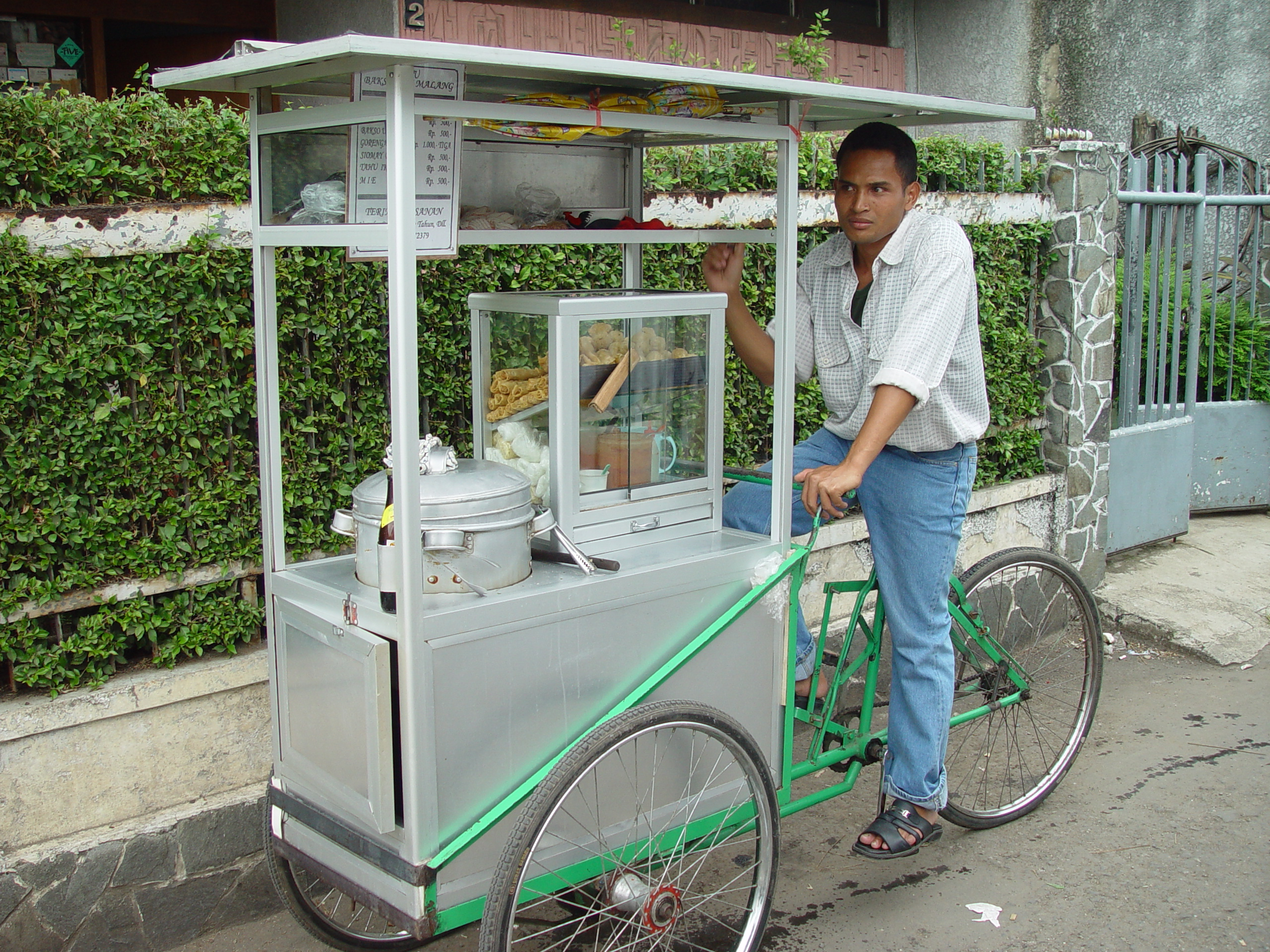
自転車での移動式バクソ屋台

バクソ (bakso) ないしはバソ (baso) とは、牛肉のすり身から作られたミートボールないしはペースト状のインドネシア料理。中国料理におけるビーフボール (牛丸) 、フィッシュボール (魚丸) 、ポークボール (摃丸) などと食感が似ている。
バクソは、牛肉と少量のタピオカで作るのが一般的だが、鶏肉、魚、エビなど他の食材から作ることもできる。バクソは、ビーフブイヨンのスープ、 中華麺やビーフンの麺、塩漬け野菜、豆腐、タマゴ (バクソで包まれたもの) 、カイラン、モヤシ、インドネシア風シュウマイ、蒸した餃子、揚げたワンタン、揚げたエシャロット、セロリといった食材とともに、どんぶりで提供されるのが一般的である。バクソは、道端の屋台からレストランまでインドネシア全土で目にすることができる。今日、様々なタイプのバクソの既製品が、冷凍食品としてインドネシアのスーパーマーケットで日常的に販売されている。スライスしたバクソをミーゴレン、ナシゴレン、チャプチャイに気持ち程度混ぜることもある。
他のミートボールのレシピとは異なり、バクソの場合は硬くて密集度が高く、均質な噛みごたえがするが、肉のすり身の中でミオシンの重合反応が起きているからである。

## 起源
バクソという名称は、"'肉鬆 (田麩)"' を意味する福建語の発音bak-so (肉酥, 白話字: bah-so·)に由来する。このことは、バクソがインドネシア中華料理に起源があることを示唆している。
今日、バクソの行商人のほとんどがスラカルタにほど近いウォノギリやマラン出身のジャワ人である。中部ジャワ州のスラカルタに由来するバクソ・ソロと、東ジャワ州のマランが起源のバクソ・マランは、もっとも人気のあるバクソのバリエーションである。マランでは、バクソ・バカル ("Bakso Bakar", 焼きバクソの意味) も有名である。インドネシア人のほとんどがイスラム教徒であることから、バクソは牛肉か牛肉に鶏肉を混ぜたもので作られるのが一般的である。

## バリエーション

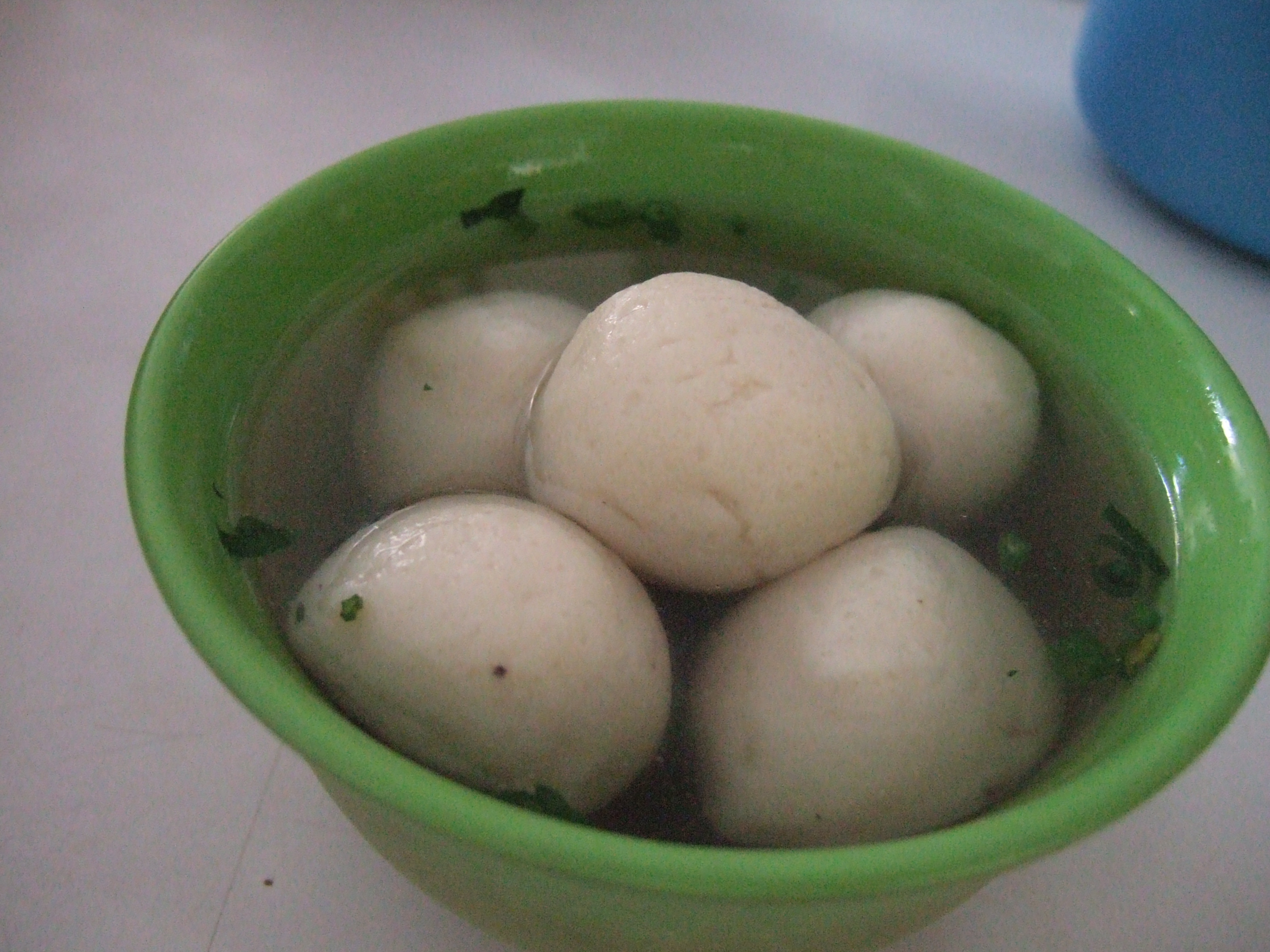
バクソ・イカン, 魚肉でできている

バクソに似たミートボール料理は、中国式の各種ミートボールと同様、タイ、ベトナム、シンガポールといった東南アジア各国の料理にみられる。
この料理はまた、ベトナム料理におけるミートボールの入った麺とスープの料理であるフォーボービエン (Phở Bò Viên) に似ている
。
ベトナムでは、フォー (Phở) は麺スープを、ボービエン (Bò Viên) はミートボールを意味する。フォーボービエンは、ベトナムにおけるフォー料理のバリエーションの一つである。
フィリピンでは、ミートボールはアルモンディガス (almondigas, あるいはalbondigas, アルボンディガス) ないしはボラボラ (bola-bola) と呼ばれており、ミスアという焼いたニンニク、カボチャ、ポーククラッキング入り麺スープ料理に入って提供される。ボラボラは、こんがりきつね色になるまでとろ火で煮るかフライパンで揚げたものである。これに対してインドネシアでは多種多様なバクソが発達しており、形や大きさ、原材料、具材によって異なる。
- バクソ・ウラット：　腱や雑肉を含んだバクソ
- バクソ・アヤム：　鶏肉のバクソ
- バクソ・ボラ・テニスあるいはバクソ・テルール：　内側にニワトリの卵を包んだテニスボール大のバクソ
- バクソ・グプン：　平らなバクソ
- バクソ・イカン：　魚肉でできたバクソ
- バクソ・ウダン：　エビのすり身でできたバクソで、ピンク色をしている
- バクソ・マラン：　お椀で提供される東ジャワ州マランのバクソ。必ず麺、豆腐、インドネシア風シュウマイ、揚げワンタンがセットとなる
- バクソ・クジュ：　チーズを含んだ新しいレシピのバクソ
- バクソ・コタッ：　丸ではなく四角いバクソ
- バクソ・バカル：　サテのように串刺しにして焼いたバクソ
- バクソ・チュアンキ：　西ジャワ州 バンドンで有名なバクソ

## 健康問題
インドネシアでは、しばしばホウ砂が保存と噛みごたえのため (ホウ砂からミオシンの交さ結合が誘発される) に牛肉のすり身を減らして添加される。
結果としてバクソは、インドネシア医薬品食品監督庁によってしばしば不健康な食材としてリストアップされている。また同国の消費者保護局は、バクソの過剰な摂取は今後5年から10年の間に肝臓ガンを発生させるリスクがあると警告している。
そのため、インドネシアのスーパーマーケットや伝統的な市場で販売されている冷凍バクソは、ホウ砂が無添加であることが求められている。